# KF Flamurtari
Le Klubi Futbollistik Flamurtari est un club de football kosovar fondé en 1968, et basé à Pristina.
Le club se classe troisième du championnat du Kosovo en 2005.

## Palmarès
- Coupe du Kosovo (2)
  - Vainqueur : 1992, 1996
  - Finaliste : 2007